# Melanozestis
Melanozestis là một chi bướm đêm thuộc họ Cosmopterigidae.